# Tasznikowate

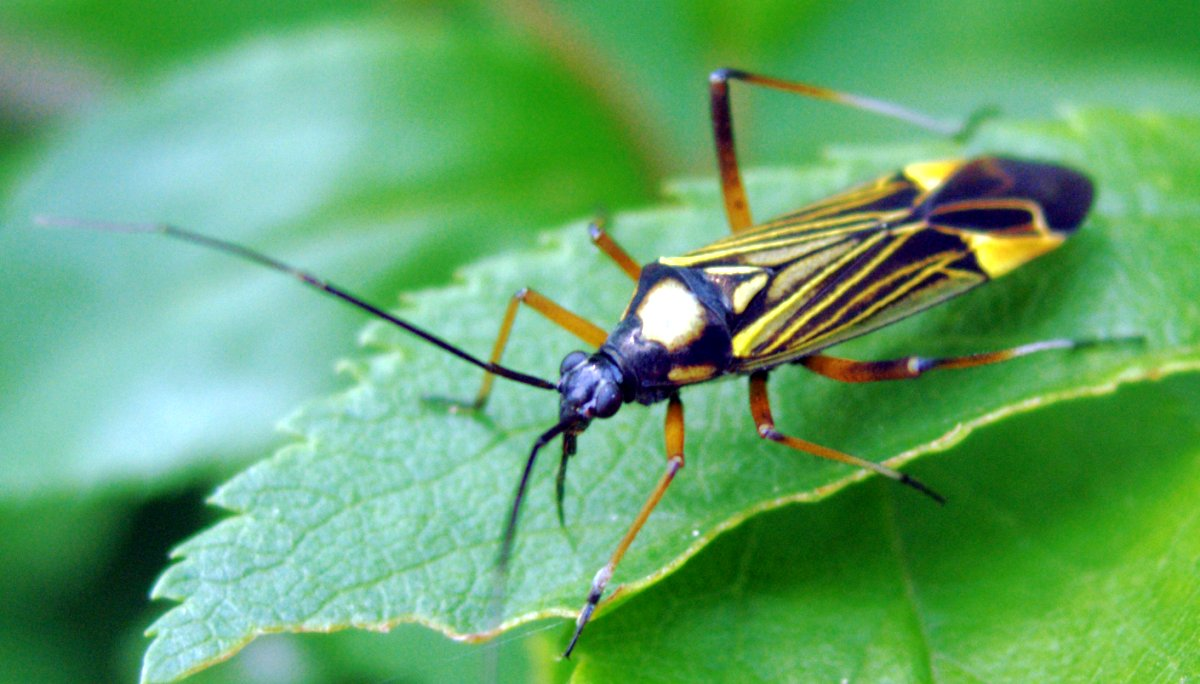
Tasznik Miris striatus

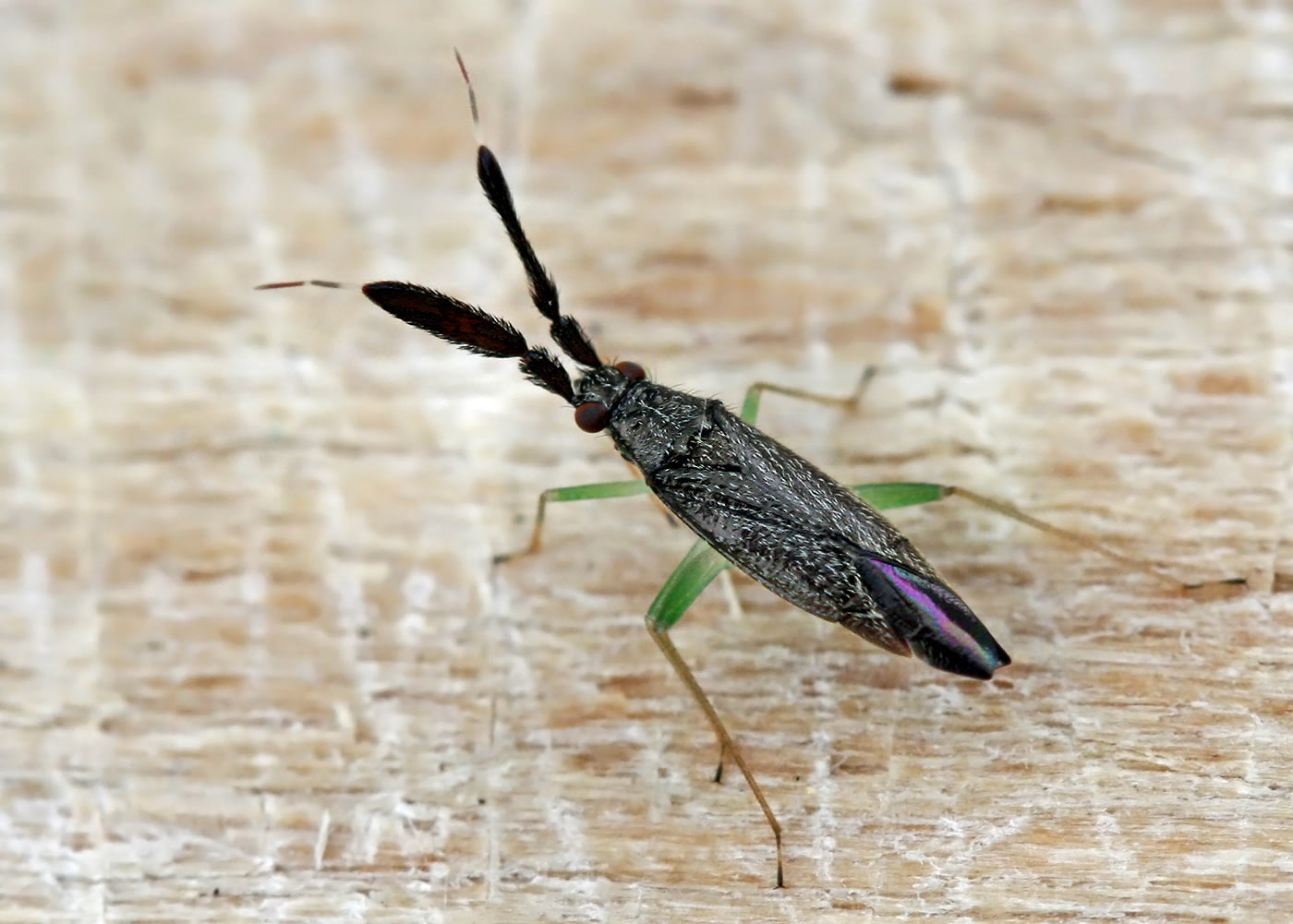
Heterotoma planicoris

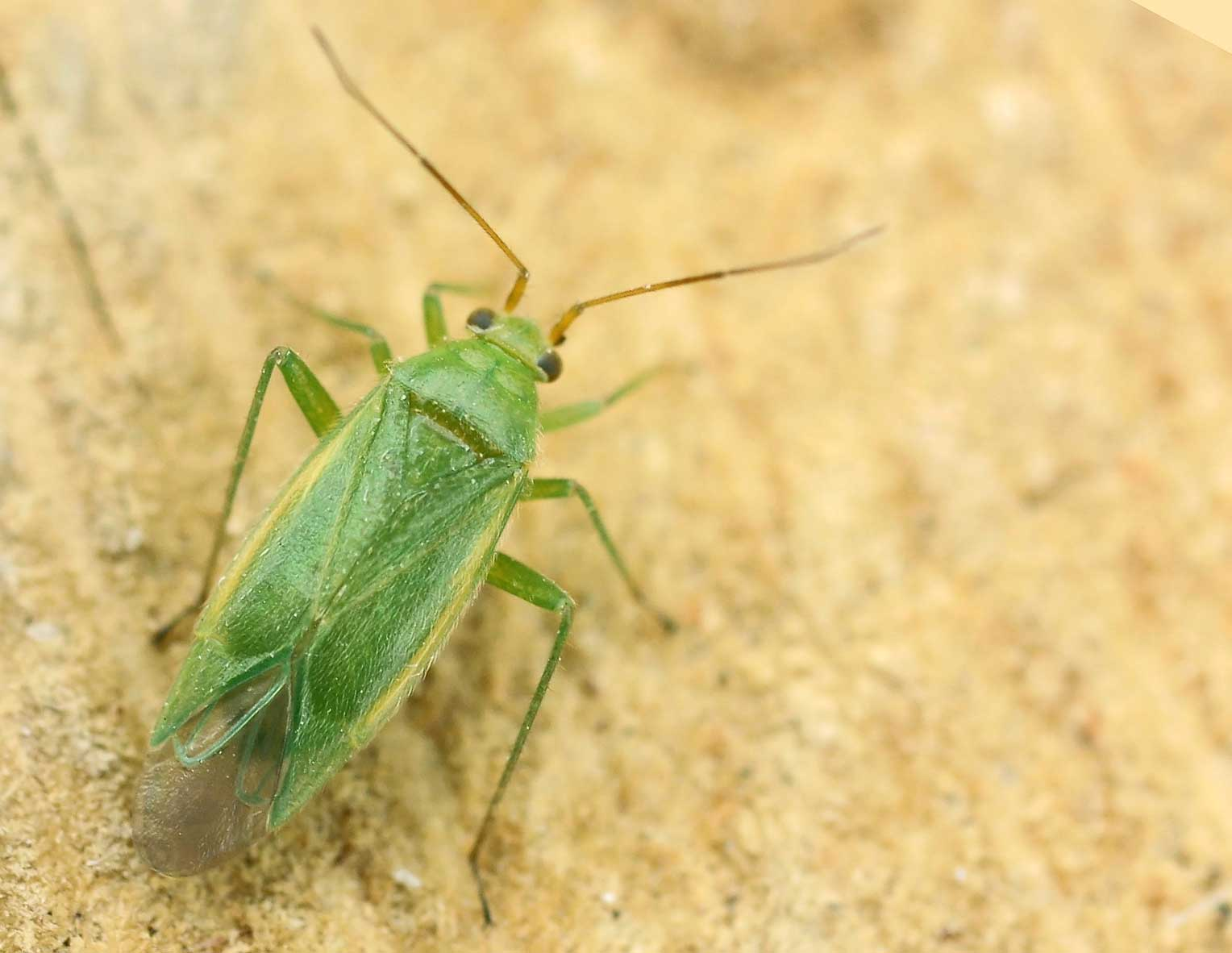
Lygocoris pabulinus

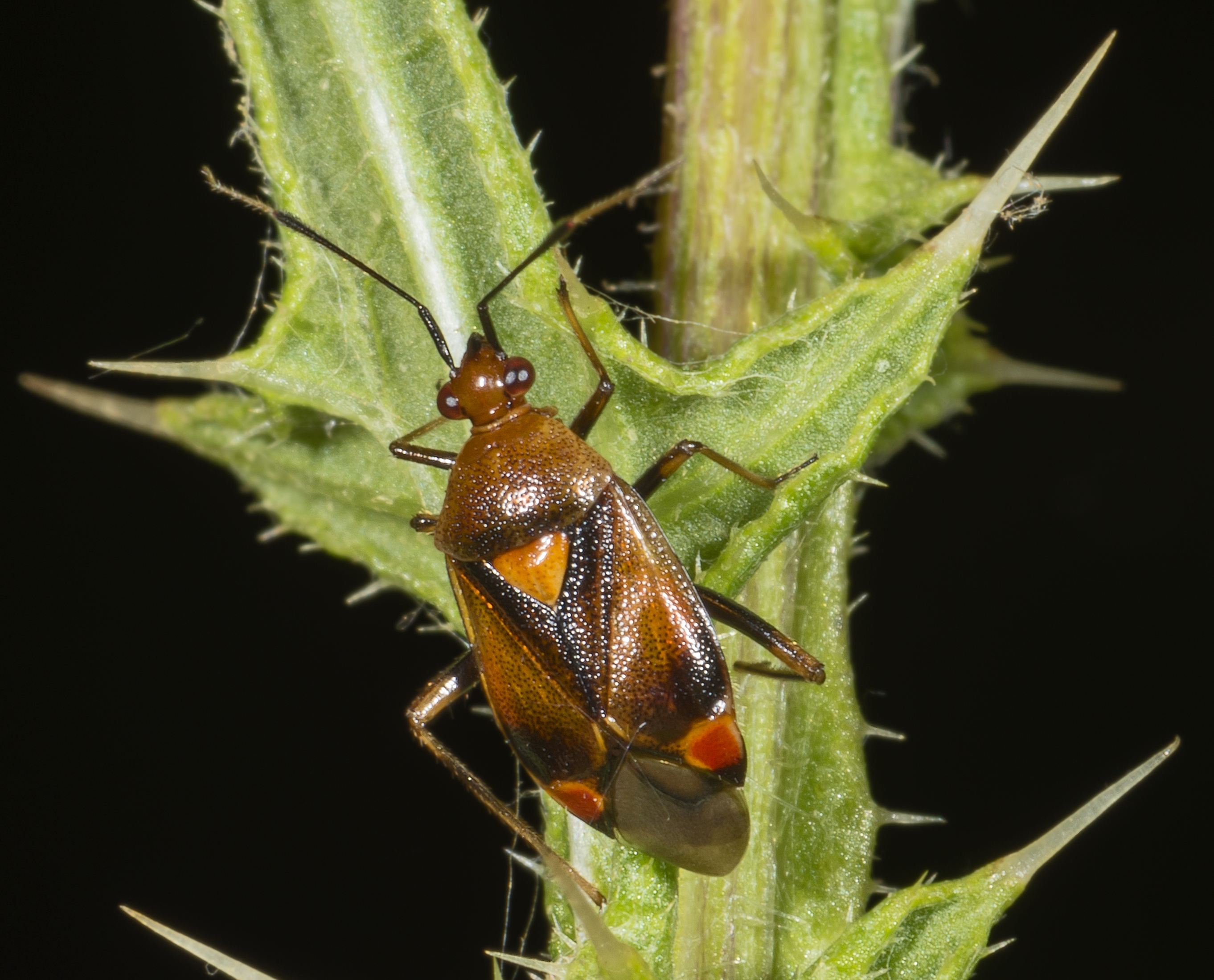
Błyszczyk elegancik

Tasznikowate (Miridae syn. Capsidae) – największa rodzina pluskwiaków różnoskrzydłych licząca ponad 11 tys. gatunków zgrupowanych w około 1400 rodzajach. Każdego roku opisywane są nowe taksony głównie z terenów tropikalnych i subtropikalnych. Owady tej rodziny występują na większości kontynentów. W Polsce rodzina ta jest najliczniejsza w swoim podrzędzie, a liczbę wykazanych do tej pory gatunków szacuje się na ponad 260.

## Budowa ciała
Większość tasznikowatych odznacza się delikatną budową ciała. Przedstawiciele tej rodziny mają kształt owalny lub wydłużony, o długości 1–15 mm, rozmiar większości gatunków mieści się w przedziale 3-6mm. Głowa pozbawiona jest przyoczek (poza niektórymi Isometopinae) i wyposażona w czteroczłonowe czułki. Aparat gębowy jest typu kłująco-ssącego, 4-członowy. Przedplecze mają szerokie, a tarczkę zwykle dużą i wyraźną. Skrzydła pierwszej pary od twardych pokryw przez półpokrywy do delikatnych i błoniastych. Druga para skrzydeł błoniasta. Odnóża są najczęściej bieżne, zdarzają się jednak gatunki o odnóżach tylnych skocznych, lub przednich chwytnych.  Stopy najczęściej 3-członowe. Ważną cechą taksonomiczną tych owadów jest budowa przedstopia, tj. końcowego odcinka stopy opatrzonego pazurkami oraz znajdującymi się na nich i między nimi tworami umożliwiającymi przytrzymywanie się. Budowa przedstopia jest też podstawą podziału tej rodziny na podrodziny. Charakterystyczną cechą tasznikowatych jest podzielony krętarz, którego budowa, dzięki pracy odpowiednich mięśni, umożliwia odrzucenie odnóża.

## Biologia
Najlepiej poznana jest w przypadku gatunków palearktycznych i nearktycznych. O pozostałych wiedza jest wciąż niewystarczająca.

### Pokarm
Tasznikowate są rodziną pluskwiaków pierwotnie drapieżną, jednak znaczna część gatunków jest obecnie wtórnie roślinożerna lub wszystkożerna. Gatunki roślinożerne związane są z reguły z roślinami okrytozalążkowymi. Istnieją jednak także gatunki powiązane z roślinami paprociowymi lub iglastymi. Większość z nich to monofagi lub oligofagi.

### Cykl życiowy
Owady te w klimacie umiarkowanym mają najczęściej 1, czasem 2–3 pokolenia rocznie. Większość z nich zimuje właśnie w tym stadium. Nieliczne zimują jako imagines. Zapłodniona samica tasznikowatych składa jaja do tkanek roślinnych (także gatunki drapieżne) za pomocą pokładełka. Podobnie jak inne pluskwiaki różnoskrzydłe, przedstawiciele tej rodziny przechodzą przeobrażenie niezupełne typu remetabolicznego. Larwy są zbliżone wyglądem do form dorosłych. U larw żerujących na liściach drzew występuje pokryty lepką wydzieliną narząd rektalny, który w razie utraty kontaktu z podłożem jest wyrzucany, umożliwiając przylgnięcie do liścia poniżej. Owady dorosłe żyją od dwóch tygodni do kilku miesięcy.

## Klasyfikacja i systematyka
Rodzina ta należy do infrarzędu Cimicomorpha i wraz z rodziną Tingidae tworzy nadrodzinę Miroidea. Tasznikowate dzieli się na 8 podrodzin:
- Bryocorinae
- Deraeocorinae
- Cylapinae
- Isometopinae
- Mirinae
- Orthotylinae
- Psallopinae
- Phylinae

## Występowanie
Przedstawiciele tej rodziny występują we wszystkich krainach zoogeograficznych świata. W Europie wykazano ponad 1200 gatunków, z czego w Polsce występuje ponad 260. Fauna krajowa należy do 6 podrodzin (zobacz: tasznikowate Polski).

## Znaczenie gospodarcze
W związku z dużą różnorodnością w sposobie odżywiania się, wśród tej rodziny znajdują się owady zarówno szkodliwe jak i pożyteczne. Wśród fitofagów można tu znaleźć szkodniki upraw zbożowych (np. Trigonotylus sp.), pomidorów i ziemniaków (np. zmienik ziemniaczak), buraka, lnu, konopi i bawełny (Polymerus vulneratus), roślin motylkowatych (ozdobnik lucernowiec) i wielu innych. Z kolei gatunki drapieżne są uważane za pożyteczne i wiele z nich jest używanych do biologicznego zwalczania szkodników. W Polsce brano pod uwagę m.in. Psallus ambiguus.